# Shriners Children's 500
Le Shriners Children's 500 (ex United Rentals Work United 500, Ruoff Mortgage et Instacart 500) est une course automobile faisant partie du championnat NASCAR Cup Series organisé par la NASCAR. Elle se déroule sur le Phoenix Raceway (ex ISM et Phoenix International Raceway) à Avondale, dans l'Arizona.
La course comporte 321 tours mais son nom fait référence au nombre de kilomètres parcourus et non au nombre de miles ou de tours (321), comme trois autres courses du circuit dont celle disputée à Fall Phoenix.
La compétition de 500 kilomètres (312 miles) débute à 15 h 30 locales et se termine avant la nuit.

## Histoire
En 2005, dans le cadre du réalignement des courses de NASCAR, une deuxième date fut attribuée à Phoenix pour une nouvelle course sponsorisée par la société en restauration Subway. Cette société sponsorisant déjà une autre course, le Subway 500 (actuellement dénommée Xfinity 500 à Martinsville), le nom donné à la présente course fut "Subway Fresh 500" pour éviter toute confusion. En 2007, la société ajoute le mot "Fit" au parrainage afin de promouvoir un de ses plats le "Fresh Fit".
À partir de 2014, la société Subway cessant son sponsoring, l'événement est respectivement renommé en fonction des nouveaux sponsors, The Profit on CNBC 500 en 2014, CampingWorld.com 500 en 2015, Good Sam 500 en 2016, Camping World 500 en 2017, TicketGuardian en 2018, FanShield en 2020 et Instacart en 2021.
Avec une adaptation des heures de départ introduite en 2010 (les heures possibles, 13, 15 ou 19 h 30 min locales, sont avancés de 45 minutes), les responsables du circuit craignent que la nouvelle heure de départ ne place la majorité de la course en journée plutôt que pendant la nuit comme cela se déroulait jusqu'alors. À cette époque de l'année à Phoenix, le coucher du soleil a lieu à environ 19 heures locales. Pour cette raison, la course est allongée et comporte 600 kilomètres (375 milles) pour que la plupart de la course ait toujours lieu la nuit comme prévu.
Cependant, en 2011, la course est déplacée et se déroule la deuxième semaine du calendrier soit en février. Les organisateurs décident dès lors que la course comportera à nouveau 312 tours (500 kilomètres) comme initialement prévu. Celle-ci aura lieu pour la première fois le dimanche intégralement en journée.
Dès la saison 2015, la course de Phoenix passe de la deuxième semaine du calendrier à la quatrième, soit celle qu'occupait la course du Food City 500. Celle-ci se dispute lors de la huitième semaine du circuit. La seconde semaine est prise par la course du Folds of Honor QuikTrip 500 laquelle se déroulait  précédemment en huitième semaine.

## Caractéristiques
- Course :
  - Longueur : 312 milles (502,115 km)
  - Nombre de tours : 312
    - Segment 1 : 60 tours
    - Segment 2 : 125 tours
    - Segment 3 : 127 tours

- Piste [3]:
  - Revêtement : asphalte
  - Longueur circuit : 1,022 milles (1,645 km)
  - Nombre de virages : 4
  - Inclinaison (Banking) :
    - Virages 1 et 2 : 8 à 9°
    - Virage 3 et 4 : 10 à 11°
    - Ligne droite arrivée : 3°
    - Ligne droite opposée : 9°

- Record du tour de piste en Cup Series : 26,450 secondes par Denny Hamlin sur Toyota Camry en 2019 (Bluegreen Vacations 500)

## Logos

2023

2014
2018-2019
2020
2021
2022

## Palmarès
| Année | Date       | Pilote           | Écurie                   | Châssis   | Course | Course        | Course          | Course             | Note       |
| ----- | ---------- | ---------------- | ------------------------ | --------- | ------ | ------------- | --------------- | ------------------ | ---------- |
| Année | Date       | Pilote           | Écurie                   | Châssis   | Tours  | Miles (km)    | Durée           | Moyenne ((miles/h) | Note       |
| 2005  | 23 avril   | Kurt Busch       | Roush Racing             | Ford      | 312    | 312 (502,115) | 3 h 02 min 16 s | 102,707            |            |
| 2006  | 22 avril   | Kevin Harvick    | Richard Childress Racing | Chevrolet | 312    | 312 (502,115) | 2 h 54 min 51 s | 107,063            |            |
| 2007  | 21 avril   | Jeff Gordon      | Hendrick Motorsports     | Chevrolet | 312    | 312 (502,115) | 2 h 53 min 48 s | 107,710            |            |
| 2008  | 12 avril   | Jimmie Johnson   | Hendrick Motorsports     | Chevrolet | 312    | 312 (502,115) | 3 h 01 min 14 s | 103,292            |            |
| 2009  | 18 avril   | Mark Martin      | Hendrick Motorsports     | Chevrolet | 312    | 312 (502,115) | 2 h 53 min 16 s | 108,042            |            |
| 2010  | 10 avril   | Ryan Newman      | Stewart-Haas Racing      | Chevrolet | 378    | 378 (608,332) | 3 h 48 min 14 s | 099,372            | [ Note 1 ] |
| 2011  | 27 février | Jeff Gordon      | Hendrick Motorsports     | Chevrolet | 312    | 312 (502,115) | 3 h 01 min 49 s | 102,961            |            |
| 2012  | 4 mars     | Denny Hamlin     | Joe Gibbs Racing         | Toyota    | 312    | 312 (502,115) | 2 h 50 min 35 s | 110,085            |            |
| 2013  | 3 mars     | Carl Edwards     | Roush Fenway Racing      | Ford      | 316    | 316 (508,553) | 3 h 00 min 15 s | 105,187            | [ Note 1 ] |
| 2014  | 2 mars     | Kevin Harvick    | Stewart-Haas Racing      | Chevrolet | 312    | 312 (502,115) | 2 h 51 min 23 s | 109,229            |            |
| 2015  | 15 mars    | Kevin Harvick    | Stewart-Haas Racing      | Chevrolet | 312    | 312 (502,115) | 2 h 57 min 01 s | 105,753            |            |
| 2016  | 13 mars    | Kevin Harvick    | Stewart-Haas Racing      | Chevrolet | 313    | 313 (503,724) | 2 h 45 min 53 s | 113,212            | [ Note 1 ] |
| 2017  | 19 mars    | Ryan Newman      | Richard Childress Racing | Chevrolet | 313    | 314 (505,334) | 3 h 00 min 41 s | 104,271            | [ Note 1 ] |
| 2018  | 11 mars    | Kevin Harvick    | Stewart-Haas Racing      | Ford      | 312    | 312 (502,115) | 2 h 53 min 13 s | 108,073            |            |
| 2019  | 10 mars    | Kyle Busch       | Joe Gibbs Racing         | Toyota    | 312    | 312 (502,115) | 3 h 04 min 05 s | 101,693            |            |
| 2020  | 8 mars     | Joey Logano      | Team Penske              | Ford      | 316    | 316 (519,82)  | 3 h 20 min 50 s | 094,507            | [ Note 1 ] |
| 2021  | 14 mars    | Martin Truex Jr. | Joe Gibbs Racing         | Toyota    | 312    | 312 (502,115) | 3 h 00 min 20 s | 103,808            |            |
| 2022  | 13 mars    | Chase Briscoe    | Stewart-Haas Racing      | Ford      | 312    | 312 (502,115) | 3 h 06 min 34 s | 100,339            |            |
| 2023  | 12 mars    | William Byron    | Hendrick Motorsports     | Chevrolet | 317    | 317 (510.161) | 3 h 00 min 18 s | 105,491            | [ Note 1 ] |
| 2024  | 10 mars    | Christopher Bell | Joe Gibbs Racing         | Toyota    | 312    | 312 (502,115) | 3 h 00 min 45 s | 103,568            |            |
| 2025  | 9 mars     |                  |                          |           |        |               |                 |                    |            |

Notes :
1. 1 2 3 4 5 6  Course prolongée en raison d'une arrivée Green-white-checker (drapeau jaune dans les derniers tours nécessitant un allongement de la course).

## Pilotes multiples vainqueurs
| Nb. Vict. | Pilote        | Saison                       |
| --------- | ------------- | ---------------------------- |
| 5         | Kevin Harvick | 2006, 2014, 2015, 2016, 2018 |
| 2         | Jeff Gordon   | 2007, 2011                   |
| 2         | Ryan Newman   | 2010, 2017                   |

## Écuries multiples gagnantes
| Nb. Vict. | Écurie                   | Saison                             |
| --------- | ------------------------ | ---------------------------------- |
| 6         | Stewart-Haas Racing      | 2010, 2014, 2015, 2016, 2018, 2022 |
| 5         | Hendrick Motorsports     | 2007, 2008, 2009, 2011, 2023       |
| 4         | Joe Gibbs Racing         | 2012, 2019, 2021, 2024             |
| 2         | Roush Fenway Racing,     | 2005, 2013                         |
| 2         | Richard Childress Racing | 2006, 2017                         |

## Victoires par marques de voiture
| Nb. Vict. | Marque    | Saison                                                           |
| --------- | --------- | ---------------------------------------------------------------- |
| 11        | Chevrolet | 2006, 2007, 2008, 2009, 2010, 2011, 2014, 2015, 2016, 2017, 2023 |
| 5         | Ford      | 2005, 2013, 2018, 2020, 2022                                     |
| 4         | Toyota    | 2012, 2019, 2021, 2024                                           |

## Moments remarquables
- Saison 2007 : Jeff Gordon gagne pour la 1re fois à Phoenix alors qu'il partait en pole position (le premier pilote à gagner à Phoenix en partant pole position), ce qui constitue sa 76e victoire en NASCAR Cup Series comme Dale Earnhardt. Après la course, Gordon a fêté sa victoire sur la ligne d'arrivée en agitant un drapeau noir sur lequel apparaissait l'emblème de Earnhardt, un no 3[4].
- Saison 2011 : Jeff Gordon met fin à une série de 66 courses sans victoire (la plus longue série de sa carrière) et rejoint Cale Yarborough en obtenant sa 83e victoire.
- Saison 2013 : Carl Edwards gagne la course sponsorisée par la société Subway dans une voiture sponsorisée par cette même société. Il met ainsi fin à une série de 70 courses sans victoire.
- Saison 2020 : Chase Elliott devient le deuxième plus jeune champion de la NASCAR Cup Series à l'âge de 24 ans et 11 mois.